# 율천동
율천동(栗泉洞)은 경기도 수원시 장안구의 서쪽에 위치한 행정동이다. 이름은 관할 법정동인 율전동과 천천동의 앞글자를 따서 정해졌다.

## 개요
율천동은 교통의 요충지이며 산업도로 등 6개 주요도로를 관통하고 있다. 수원의 북동부 중심지로 사업 및 유흥지로 소비성 접객업소가 많이 즐비해 있다. 경부선 철도길을 사이에 두고 위쪽은 남원 윤씨, 아래쪽은 파주 염씨가 모여서 살았다. 특히, 파주 염씨가 모여있는 아랫동네에는 밤밭이 많아 아랫밤밭동네라고도 불렀다. ‘율전’(栗田)이라는 동 이름도 ‘밤밭’을 한자화 한 것이다.
1936년 당시 율전동과 천천동은 화성군 일왕면에 속해있다가 1949년 8월 15일 수원읍 지역이 수원시로 승격되자 이 지역은 화성군 일왕면 율전리가 된다. 1963년 화성군 일왕면에서 수원시로 편입될 당시에는 ‘율전동’(栗田洞)과 ‘천천동’(泉川洞)이 ‘파장동’(芭長洞)에 속해있었는데, 1990년 1월 1일자 수원시 조례 제1607호에 의하여 장안구 파장동에서 분리되고, 그와 함께 관할 법정동인 ‘율전동’과 ‘천천동’에서 각각 이름 한자씩 따는 것에 유래하여 ‘율천동’이라 개칭하였다.

## 법정동
- 율전동
- 천천동(일부)

## 주거
| 단지명                      | 건설사                      | 시행사                            | 주소                         | 입주        | 비고                                            |
| --------------------------- | --------------------------- | --------------------------------- | ---------------------------- | ----------- | ----------------------------------------------- |
| 밤꽃마을 주공2단지          | 삼능건설㈜ 포르테건설㈜     | 대한주택공사                      | 장안구 상률로12번길 28       | 2005년 9월  | 국민임대                                        |
| 밤꽃마을 뜨란채             | 대동종합건설 제이에이건설㈜ | 대한주택공사                      | 장안구 상률로 32             | 2005년 10월 |                                                 |
| 율전 벽산블루밍             | 벽산건설                    | 벽산건설                          | 장안구 덕영대로407번길 63-27 | 2005년 4월  |                                                 |
| 화서역 푸르지오 더 에듀포레 | 대우건설                    | 천천주공아파트 재건축정비사업조합 | 장안구 화산로 85             | 2009년 1월  | 천천주공 재건축 '천천 푸르지오'에서 단지명 변경 |
| 율전 삼성                   | 삼성물산㈜ 건설부문         | 삼성물산㈜ 건설부문               | 장안구 서부로 2065 (1단지)   | 1998년 8월  |                                                 |
| 율전 삼성                   | 삼성물산㈜ 건설부문         | 삼성물산㈜ 건설부문               | 장안구 서부로 2067 (2단지)   | 1998년 8월  |                                                 |
| 천천 삼성래미안             | 삼성물산㈜ 건설부문         | 삼성물산㈜ 건설부문               | 장안구 화산로187번길 19      | 2002년 4월  |                                                 |
| 샘내마을 삼호진덕           | ㈜삼호 진덕산업             | ㈜삼호 진덕산업                   | 장안구 하률로46번길 22       | 1998년 3월  |                                                 |
| 샘내마을 한일신안           | ㈜한일건설 신안㈜           | ㈜한일건설 신안㈜                 |                              | 1997년 12월 |                                                 |
| 샘내마을 현대               | 고려산업개발㈜              | 고려산업개발㈜                    | 장안구 하률로46번길 17       | 1997년 12월 |                                                 |
| 비단마을 영풍마드레빌       | ㈜영풍산업                  | ㈜영풍산업                        |                              | 2001년 5월  |                                                 |
| 비단마을 신명               | 신명종합건설㈜              | 신명종합건설㈜                    |                              | 2001년 11월 |                                                 |
| 비단마을 베스트타운         | ㈜신성 동부건설 경남기업    | ㈜신성 동부건설 경남기업          | 장안구 정자로42번길 52       | 2001년 11월 |                                                 |
| 비단마을 현대성우·우방      | 성우종합건설㈜ ㈜우방       | 성우종합건설㈜ ㈜우방             |                              | 2002년 2월  |                                                 |

## 교육

### 수원시장안구사립대학교
- 성균관대학교 자연과학캠퍼스

### 수원시장안구사립전문대학
- 동남보건대학교

## 교통
- ● 수도권 전철 1호선 : 성균관대역
- 직행좌석버스 : 3003번(강남 - 수원여대), 7800(사당 - 수원대), 8000(금정 - 협성대)
- 수원시내버스 : 62-1, 99, 99-2, 92-1, 61, 112)